# Nonette
Nonette è un comune francese soppresso e frazione del dipartimento del Puy-de-Dôme della regione dell'Alvernia-Rodano-Alpi. Dal 1º gennaio 2016 si è fuso con il comune di Orsonnette per formare il nuovo comune di Nonette-Orsonnette.

## Società

### Evoluzione demografica
Abitanti censiti